# Plectromerus dezayasi
Plectromerus dezayasi är en skalbaggsart som beskrevs av Eugenio H.Nearns och Branham 2008. Plectromerus dezayasi ingår i släktet Plectromerus och familjen långhorningar.
Artens utbredningsområde är Nicaragua. Inga underarter finns listade i Catalogue of Life.

## Bildgalleri

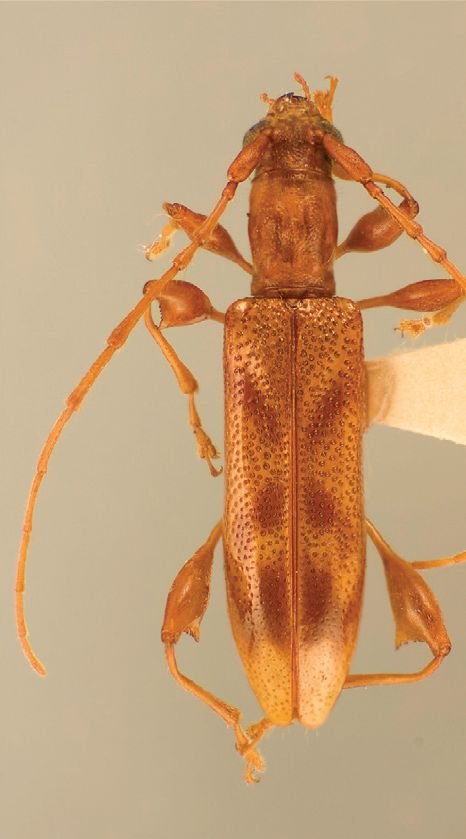
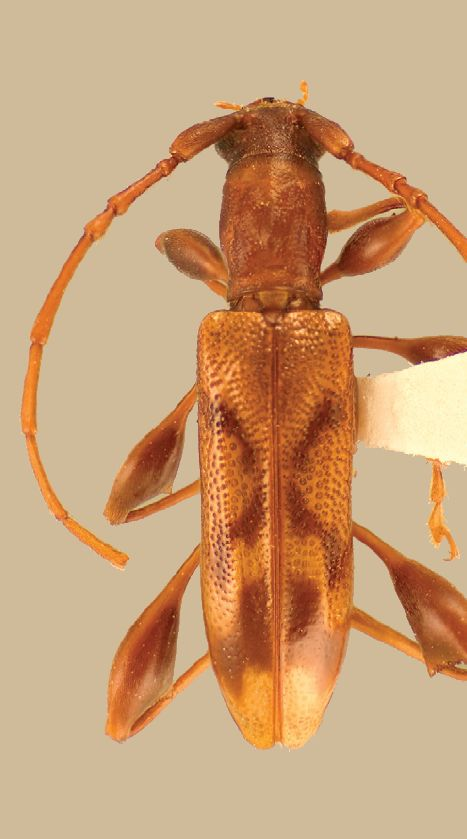